# Britiske flag
Dette er en liste over flag, der bruges af Det Forenede Kongerige Storbritannien og Nordirland og tilknyttede territorier.

## Nationale flag
| Flag           | År       | Brug                                                                                               | Beskrivelse                                                          |
| -------------- | -------- | -------------------------------------------------------------------------------------------------- | -------------------------------------------------------------------- |
| Storbritannien | 1801     | Unionsflaget (Union Flag), i folkemunde kaldet Union Jack, bruges som Det Forenede Kongeriges flag | En sammensætning af Englands, Skotlands og Skt. Patricks irske flag. |
| England        | ca. 1300 | Englands flag, også kendt som Skt. Georgskorset                                                    | Et rødt kors på hvid baggrund                                        |
| Skotland       | ca. 900  | Skotlands flag, også kendt som Andreaskorset eller the Saltire                                     | Et hvidt andreaskors (X-formet kors) på blå baggrund                 |
| Wales          | 1959     | Wales' flag, også kendt som den Røde Drage eller, på walisisk, Y Ddraig Goch                       | En rød drage på grøn og hvid baggrund                                |
|                |          | Nordirland har p.t. ikke et nationalflag – Se også: Nordirlands flag.                              |                                                                      |

## Militær- og koffardiflag
| Flag           | År     | Brug | Beskrivelse                                                                                       |
| -------------- | ------ | --- | ------------------------------------------------------------------------------------------------- |
| Storbritannien | 1801 – | Blue Ensign, bruges af visse myndigheder, organisationer og territorier i tilknytning til Det Forenede Kongerige       | En blå baggrund med Unionsflaget i øverste venstre hjørne                                         |
| Storbritannien | 1801 – | Red Ensign, bruges af handelsflåden                                                                                    | En rød baggrund med Unionsflaget i øverste venstre hjørne                                         |
| Storbritannien | 1801 – | White Ensign, bruges af skibe med præfikset HMS (Her Majesty's Ship: "Hendes Majestæts Skib"), og Royal Yacht Squadron | Et rødt kors på hvid baggrund med Unionsflaget i øverste venstre hjørne                           |
|                | 1931 – | Civil Air Ensign, bruges af civile fly                                                                                 | Et blåt og hvidt kors på lyseblå baggrund med Unionsflaget i øverste venstre hjørne               |
| Storbritannien | 1921 – | Royal Air Force Ensign, Det Kongelige Luftvåbens flag                                                                  | En RAF-lyseblå baggrund med Luftvåbnets emblem til højre og Unionsflaget i øverste venstre hjørne |
|                |        | Civil Jack | Unionsflaget med hvid kant                                                                        |

## Kongelige standarter

### Dronning Elizabeth II
| Flag | År     | Brug                                                                                              | Beskrivelse                                                             |
| ---- | ------ | ------------------------------------------------------------------------------------------------- | ----------------------------------------------------------------------- |
|      | 1837   | Den kongelige standart (Royal Standard) som den bruges i England, Wales og Nordirland             | Et banner af dronningens våbenskjold                                    |
|      | c.1930 | Den kongelige standart som den bruges i Skotland                                                  | Et banner af dronningens våbenskjold i dets skotske udgave              |
|      | 1952   | Dronning Elizabeths personlige flag, bruges af Dronningen i sin egenskab af leder af Commonwealth | Et kronet E i guld, omgivet af en krans af gyldne roser på blå baggrund |

### Øvrige
| Flag | År | Brug                             | Beskrivelse                                                      |
| ---- | -- | -------------------------------- | ---------------------------------------------------------------- |
|      |    | Hertugen af Cornwalls standart   | 15 gyldne cirkler på sort baggrund                               |
|      |    | De kongelige statholderes flag   | Unionsflaget med et sværd og en krone                            |
|      |    | Hertugdømmet Lancasters standart | Den engelske kongelige standart, prydet med tre gange tre liljer |

## Militære flag
| Flag           | År   | Brug                                                    | Beskrivelse                                |
| -------------- | ---- | ------------------------------------------------------- | ------------------------------------------ |
| Storbritannien |      | Flag for flåden (Royal Navy)                            | White Ensign                               |
| Storbritannien | 1921 | Flag for luftvåbnet (Royal Air Force)                   | Royal Air Force Ensign                     |
|                |      | Flag for hæren (British Army)                           | British Armys emblem på rød baggrund       |
|                |      | Flag for Royal Fleet Auxiliary, flådens logistiske gren | Blue Ensign med et gult anker              |
|                |      | Storadmiralens flag                                     | Et gult, liggende anker på højrød baggrund |

## Offentlige myndigheder
| Flag | År | Brug                                                                                                 | Beskrivelse |
| ---- | -- | --- | --- |
|      |    | Kystvagtens flag                                                                                     | Blue Ensign med kystvagtens emblem |
|      |    | Det skotske fiskeribeskyttelsesagenturs flag                                                         | Blue Ensign med agenturets Emblem |
|      |    | Flag for Northern Ligthouse Board, myndigheden der står for fyrtårne omkring Skotland og Isle of Man | Blue Ensign med et fyrtårn |
|      |    | Northern Ligthouse Boards kommissærers flag                                                          | White Ensign med et Unionsflag fra før 1801 og et fyrtårn (det eneste britiske flag, der stadig har Unionsflaget fra før 1801). Dette flag bruges kun af fartøjer med kommissærerne om bord |
|      |    | Storlondons politis flag (Metropolitan Police)                                                       | Korpsets emblem på blå baggrund med blå/hvid bort på de tre sider |

## Kirken
| Flag | År   | Brug                    | Beskrivelse                                                                     |
| ---- | ---- | ----------------------- | ------------------------------------------------------------------------------- |
|      |      | Skotlands Kirkes flag   | Skotlands flag med en brændende tornebusk i midten                              |
|      |      | Westminster Abbeys flag | Huset Tudors våbenskjold mellem Tudorroser, over Edvard Bekenderens våbenskjold |
|      |      | Kirken i Wales' flag    |                                                                                 |
|      | 1878 | Frelsens Hærs standart  |                                                                                 |

## Diplomatiske flag
| Flag | År | Brug                                                                        | Beskrivelse                                         |
| ---- | -- | --------------------------------------------------------------------------- | --------------------------------------------------- |
|      |    | Flag brugt på britiske ambassader (Højkommissærer bruger blot Unionsflaget) | Unionsflaget med det kongelige våbenskjold i midten |
|      |    | Flag brugt på britiske konsulater                                           | Unionsflaget med kongekronen i midten               |
|      |    | Flag brugt på britiske konsulære skibe                                      | Blue Ensign med det kongelige våbenskjold           |

## Britiske oversøiske territorier
| Flag                                    | År     | Brug                                  | Beskrivelse |
| --------------------------------------- | ------ | ------------------------------------- | --- |
| Storbritannien                          |        | Flag brugt i Akrotiri og Dhekelia     | Unionsflaget |
| Anguilla (land)                         |        | Anguillas flag                        | Blue Ensign med Anguillas våbenskjold til højre                                                                       |
|                                         |        | Ascensions flag                       | Blue Ensign med Ascensions våbenskjold til højre                                                                      |
| Bermuda                                 |        | Bermudas flag                         | Red Ensign med Bermudas våbenskjold til højre                                                                         |
|                                         | 1963 – | British Antarctic Territorys flag     | En hvid baggrund med Unionsflaget i øverste venstre hjørne, og med British Antarctic Territorys våbenskjold til højre |
| Britisk territorium i det indiske ocean | 1990   | British Indian Ocean Territorys flag  | Blue Ensign med horisontale bølgeformede striber i hvid, og med British Indian Ocean Territorys emblem til højre      |
| Britiske Jomfruøer                      |        | Britiske Jomfruøers flag              | Blue Ensign med Britiske Jomfruøers våbenskjold til højre                                                             |
| Caymanøerne                             |        | Caymanøernes flag                     | Blue Ensign med Caymanøernes våbenskjold til højre                                                                    |
| Falklandsøerne                          |        | Falklandsøernes flag                  | Blue Ensign med Falklandsøernes våbenskjold til højre                                                                 |
| Gibraltar                               |        | Gibraltars flag                       | To horisontale felter, hvid og rød, med en rød borg med en gul nøgle hængende under sig                               |
| Montserrat                              |        | Montserrats flag                      | Blue Ensign med Montserrats våbenskjold til højre                                                                     |
| Pitcairn                                |        | Pitcairns flag                        | Blue Ensign med Pitcairns våbenskjold til højre                                                                       |
| Sankt Helena                            |        | Sankt Helenas flag                    | Blue Ensign med Sankt Helenas våbenskjold til højre                                                                   |
| South Georgia og South Sandwich Islands | 1985 – | Sydgeorgien og Sydsandwichøernes flag | Blue Ensign med Sydgeorgien og Sydsandwichøernes våbenskjold til højre                                                |
| Tristan da Cunha                        |        | Tristan da Cunhas flag                | Blue Ensign med Tristan da Cunhas våbenskjold til højre                                                               |
| Turks- og Caicosøerne                   |        | Turks- og Caicosøernes flag           | Blue Ensign med Turks- og Caicosøernes våbenskjold til højre                                                          |

## Kanaløerne
| Flag     | År   | Brug           | Beskrivelse |
| -------- | ---- | -------------- | --- |
| Alderney |      | Alderneys flag | Et rødt kors på hvid baggrund med Alderneys våben i midten                                                            |
| Guernsey | 1985 | Guernseys flag | Et gyldent kors inden i et rødt kors på hvid baggrund                                                                 |
| Herm     |      | Herms flag     | Et rødt kors på hvid baggrund med øens våbenskjold i øverste venstre felt                                             |
| Jersey   |      | Jerseys flag   | Et rødt andreaskors på hvid baggrund med øens våbenskjold for oven                                                    |
| Sark     |      | Sarks flag     | Et rødt kors på hvid baggrund med to løver i øverste venstre felt (strent taget er dette seigneurens personlige flag) |

## Isle of Man
| Flag        | År   | Brug              | Beskrivelse                 |
| ----------- | ---- | ----------------- | --------------------------- |
| Isle of Man | 1226 | Isle of Mans flag | En triskele på rød baggrund |

## Grevskabsflag og regionsflag
| Flag       | År       | Brug                                             | Beskrivelse                                                                                             |
| ---------- | -------- | ------------------------------------------------ | --- |
|            | 2023     | Aberdeenshires flag                              | To verticale felte, gult og lille, med et hvide slott, hvorpå der ligger en krone i lille og gult       |
|            |          | Angleseys flag                                   | En guld sparre og tre guld løver på rød baggrund                                                        |
|            | 2023     | Banffshires flag                                 | |
|            |          | Berkshires flag                                  | En hjorte og en eg på gule baggrund                                                                     |
|            | 2023     | Berwickshires flag                               | |
|            | 2011     | Buckinghamshires flag                            | To vertikale felter, rødt og sort, med en hvide svane i gul kæder                                       |
|            | 2016     | Caithness' flag                                  | Et blåt nordisk kors med gule kanter på sort baggrund, og et sejlskib med en ravn i kantonen            |
|            | 2013     | Cheshires flag                                   | Et guldsværd og tre guld-hvedeneg på blå baggrund                                                       |
|            |          | City of Londons flag                             | Et rødt kors på hvid baggrund, med et rød sværd i øverste venstre hjørne                                |
| Cornwall   | ca. 1800 | Cornwalls flag, også kendt som Sankt Pirans flag | Et hvidt kors på sort baggrund                                                                          |
|            | 2012     | Cumberlands flag                                 | Tre parnassus blomster på grøn baggrund med bølgeformede striber i blå og hvid                          |
| Derbyshire | 2006     | Derbyshires flag                                 | Et grønt kors med hvide kanter på blå baggrund, med en gul rose i centrum                               |
|            | 2003     | Devons flag                                      | Et hvidt kors med sorte kanter på grøn baggrund                                                         |
|            | 2008     | Dorsets flag                                     | Et hvidt kors med røde kanter på gul baggrund                                                           |
|            | 2013     | County Durhams flag                              | To horisontale felter, gult och blåt, med et Mantuakors i modsatte farver                               |
|            |          | East Anglias flag (Uoficielle)                   | Et rødt kors på hvid baggrund, med tre gule kroner på en blå skjold i midten                            |
|            | 2013     | East Riding of Yorkshires flag                   | To vertikale felter, blåt og grønt, med en hvide rose                                                   |
|            |          | Essex' flag                                      | Tre hvide og gule sværd på rød baggrund                                                                 |
|            | 2013     | Glamorgans flag                                  | Tre hvide sparrer på rød baggrund                                                                       |
|            | 2008     | Gloucestershires flag                            | Et blåt kors med beige kanter på grøn baggrund                                                          |
|            |          | Hampshires flag                                  | To horisontale felter, rødt og gult, med en krone og en rød rose                                        |
|            | 2019     | Herefordshires flag                              | Hvid tyres hoved på rød baggrund med bølgeformede striber i blå og hvid                                 |
|            | 2008     | Hertfordshires flag                              | Otte horisontale bølgeformede striber i blå og hvid, med en hjorte på en gul skjold i midten            |
|            |          | Kents flag                                       | En hvid hingst på rød baggrund                                                                          |
|            | 2008     | Lancashires flag                                 | En rød rose på gul baggrund                                                                             |
|            | 2005     | Lincolnshires flag                               | Et rødt kors med gule kanter, och en gul franske lilje i centrum, mellem to grønne og to blå rektangler |
|            |          | Mercias flag                                     | Et gult Andreaskors på blå baggrund                                                                     |
|            | 1910     | Middlesex' flag                                  | En gul krone og tre hvide og gule sværd på rød baggrund                                                 |
|            | 2011     | Monmouthshires flag                              | To verticale felter, blåt og sort, med tre gul franske liljer                                           |
|            | 2023     | Morayshires flag                                 | |
|            | 2014     | Norfolks flag                                    | To verticale felter, gult og sort, med en hermelin diagonalt stribe                                     |
|            | 2013     | North Riding of Yorkshires flag                  | Et blåt kors, med gule kanter, på grøn baggrund, og med en hvide rose i centrum                         |
|            | 2014     | Northamptonshires flag                           | Et gult kors, med sorte kanter, på højrød baggrund, og med en røde rose i centrum                       |
|            | 1951     | Northumberlands flag                             | Otte gule rektangler på rød baggrund                                                                    |
|            | 2011     | Nottinghamshires flag                            | Et rødt kors med hvide kanter på grøn baggrund, med Robin Hood i grøn på en hvid skjold i centrum       |
|            | 2007     | Orkneyøernes flag                                | Et blåt nordiske kors med gule kanter på rød baggrund                                                   |
|            |          | Oxfordshires flag                                | |
|            |          | Pembrokeshires flag                              | Et gult kors på blå baggrund, med en rød og hvide rose i centrum                                        |
|            |          | Shetlandsøernes flag                             | Et hvidt nordiske kors på blå baggrund                                                                  |
|            |          | Somersets flag                                   | En rød drage på gul baggrund                                                                            |
|            |          | Staffordshires flag                              | En rød sparre på gul baggrund, med et gult bundet tov i centrum                                         |
|            | 2017     | Suffolks flag                                    | En gul krone og to gule kryssede piler på blå baggrund                                                  |
|            |          | Surreys flag                                     | Et rutet flag, blåt og gule                                                                             |
|            | 2010     | Sussex' flag                                     | Seks gule fugle på blå baggrund                                                                         |
|            | 1931     | Warwickshires flag                               | To horisontale felter, gult og rødt, med tre røde kors og en hvid lænket bjørn                          |
|            | 2013     | West Riding of Yorkshires flag                   | Et rødt nordiske kors på hvid baggrund, med en hvide rose og gule solstråler i centrum                  |
|            | 2012     | Westmorlands flag                                | Gyldent æble træ på en hvid baggrund med to røde striber                                                |
|            | 2008     | Wiltshires flag                                  | Otte horisontale sparrer, hvidt og grønt, med en gult kravetrappe på en grøn disk i centrum             |
|            | 2013     | Worcestershires flag                             | To blå horisontale bølgeformede striber på grøn baggrund, med tre sort pære på en hvid skjold i centrum |
|            | 1960     | Yorkshires flag                                  | En hvide rose på blå baggrund                                                                           |
|            |          | Ydre Hebriders flag                              | Fem horisontale bølgeformede striber i blå og hvid, og tre sorte sejlskib på gul baggrund               |